# Tetserret
Le tetserret ou tetserrét est une langue berbère de l'Ouest parlée par deux tribus touareg : les Ait-Awari et les Kel Eghlal de la commune d'Akoubounou au Niger.
Les locuteurs sont bilingues en tawellemmet, une langue touarègue qui a grandement influencé le tetserret, et ne comptent que des adultes : en 2011, il n'y avait aucun enfant qui maîtrise le tetserret , ce qui en fait une langue en voie de disparition.
L'étymologie populaire veut que tet-serret signifie « la langue de Syrte ».

## Classification
Peu étudiée et classée au départ en tant que dialecte touareg (certains l'ont même confondu avec les langues songhaï), le tetserret n'est reconnu en tant que langue distincte du touareg qu'après les travaux de Khamed Attayoub (2001). Elle est dorénavant classée parmi les langues berbères de l'Ouest au coté du zenaga.